# Gougibus
Jean Toussaint Gougibus, né en 1767 et mort à Belleville le 21 août 1842, est un comédien, danseur et mime français.

## Biographie
Fils de Toussaint Gougibus, maître de danse, et petit-fils de Jean Gougibus, maître de danse demeurant tous deux rue Guérin-Boisseau et petit-fils côté maternel de Gilles Lefèvre, aussi maître de danse, rue du Faubourg-Saint-Martin, il fit partie des Grands-Danseurs du Roi en 1788 puis joua au Théâtre de l'Ambigu-Comique, au Théâtre de la Cité, au Théâtre des Variétés et au Théâtre de la Gaîté. Il pratiquait la pantomime sous le nom de Mime Gougibus ou Mime Gougy.
Sa fille Marie Élisabeth Adrienne, dite Élisa Gougibus (1806-1886), fut comédienne, tout d'abord sous le nom de Mlle Élisa, puis, après son mariage avec le comédien Louis Leménil, sous le nom de Mme Leménil.